# Catephiodes
Catephiodes là một chi bướm đêm thuộc họ Noctuidae.